# Triết bụng trắng
Triết bụng trắng hay triết nâu (danh pháp: Mustela nivalis) là loài nhỏ nhất trong họ Chồn (cũng là loài nhỏ nhất trong bộ Ăn thịt), bản địa của lục địa Á Âu, Bắc Mỹ và Bắc Phi, sau đó đã di thực khắp thế giới. Bình thường thì màu nâu và có bụng màu trắng nhưng khi mùa đông sang thì toàn thân màu trắng và được gọi là triết trắng.

## Phân loài
Triết bụng trắng là loài có phân bố địa lý rộng, trên thực thế có nhiều quan điểm về phân loại loài này. Các phân loài Triết bụng trắng được phân thành 3 nhóm:
- Nhóm pygmaea-rixosa (Triết bụng trắng nhỏ): Kích thước nhỏ, đuôi ngắn và mùa đông có lông trắng tuyền. Môi trường sống gồm phần nước Nga thuộc châu Âu, Siberia, Viễn Đông của Nga, Phần Lan, bắc bán đảo Scandinavi, Mông Cổ, đông bắc Trung Quốc, Nhật Bản và Bắc Mỹ.
- Nhóm boccamela (Triết bụng trắng lớn): thân và sọ lớn, đuôi dài và lông sáng màu. Trong mùa đông, một số phân loài thuộc nhóm này có một phần lông chuyển màu trắng. Môi trường sống gồmNgoại Capcadơ, từ tây Kazakhstan đến Semirechye và vùng sa mạc Trung Á.
- Nhóm nivalis (Triết bụng trắng trung bình): có hình thái trung gian giữa hai nhóm trên. Nhóm này sống ở vùng giữa và vùng nam của phần thuộc châu Âu của Nga, Krym, Ciscaucasus, tây Kazakhstan, nam và trung Ural và vùng núi Trung Á.

Tính đến  năm 2005, 18 phân loài đã được công nhận:
| Phân loài                                                        | Tác giả của tên ba phần      | Mô tả | Phân bố | Danh pháp đồng nghĩa |
| ---------------------------------------------------------------- | ---------------------------- | --- | --- | --- |
| Triết bụng trắng thường Mustela n. nivalis (Nominate subspecies) | Linnaeus, 1766               | A medium sized subspecies với a tail of moderate length, constituting about 20-21% of its body length. In its summer fur, the upper body is dark-brownish or chestnut colour, while its winter fur is pure white. Đây là probably a transitional form between the small pygmaea và large vulgaris                                                                           | Middle regions of European Russia, from the Baltic states đến the middle và southern Urals, northward approximately đến the latitude of Saint Petersburg và Perm, và south đến the Kursk và Voronezh Oblasts. Outside the former Soviet Union, its range includes northern Europe save for Phần Lan và parts of the Scandinavian Peninsula | caraftensis (Kishida, 1936) kerulenica (Bannikov, 1952) punctata (Domaniewski, 1926) yesoidsuna (Kishida, 1936) |
| Mustela n. allegheniensis                                        | Rhoads, 1901                 | | Southeastern USA (Michigan, Pennsylvania, Virginia, North Carolina, Ohio, Illinois, Wisconsin) | |
| Triết bụng trắng ngoại Capcadơ Mustela n. boccamela              | Bechstein, 1800              | A very large subspecies, với a long tail constituting about 30% of its body length. In its summer fur, the upper body is light brownish or chestnut với yellowish or reddish tints, với some individuals having a brownish dot on the corners of the mout và sometimes on the chest và belly. The winter fur is not pure white, being usually dirty white với brown patches | Transcaucasia, southern Europe, Asia Minor và probably western Iran | italicus (Barrett-Hamilton, 1900) |
| Mustela n. campestris                                            | Jackson, 1913                | | Southwestern USA (South Dakota, Iowa, Nebraska) | |
| Mustela n. caucasica                                             | Barrett-Hamilton, 1900       | | | dinniki (Satunin, 1907) |
| Mustela n. eskimo                                                | Stone, 1900                  | | Alaska | |
| Triết bụng trắng Turkmenistan Mustela n. heptneri                | Morozova-Turova, 1953        | A very large subspecies với a long tail constituting about 25-30% of its body length. In its summer fur, the upper body is very light sandy brown or pale-yellowish. The fur is short, sparse và coarse, và does not turn white in winter | Semideserts và deserts of southern Kazakhstan và Middle Asia from the Caspian Sea đến Semirechye, southern Tajikistan, Koppet Dag, Afghanistan và northeastern Iran | |
| Triết bụng trắng Triều Tiên Mustela n. mosanensis                | Mori, 1927                   | | bán đảo Triều Tiên | |
| Triết bụng trắng Nhật Bản Mustela n. namiyei                     | Kuroda, 1921                 | | Nhật Bản | |
| Triết bụng trắng Đại Trung Hải Mustela n. numidica               | Pucheran, 1855               | | Maroc, Algérie, Malta, Azores Islands và Corse | albipes (Mina Palumbo, 1868) algiricus (Thomas, 1895) atlas (Barrett-Hamilton, 1904) corsicanus (Cavazza, 1908) fulva (Mina Palumbo, 1908) galanthias (Bate, 1905) ibericus (Barrett-Hamilton, 1900) meridionalis (Costa, 1869) siculus (Barrett-Hamilton, 1900) |
| Triết bụng trắng vùng núi Turkestan Mustela n. pallida           | Barrett-Hamilton, 1900       | A medium sized subspecies với a tail constituting about 24% of its body length. The colour of the summer fur is light-brownish, while the winter fur is white | Montane parts of Turkmenia, Uzbekistan, Tajikistan, Kazakhstan và Kirgizia, as well as Chinese parts of the same mountain systems và perhaps trong extreme eastern parts of Hindukush | |
| Triết bụng trắng Siberi Mustela n. pygmaea                       | J. A. Allen, 1903            | A very small subspecies, với a short tail which constitutes about 13% of its body length. In its summer coat, the dorsal colour is dark-brown or reddish, while the winter fur is entirely white | All of Siberia, except southern nd southeastern Transbaikalia; northern và middle Urals, northern Kazakhstan và the Russian Far East including Sakhalin và Kuril Islands, European Russia westwards đến the Kola Peninsula và southwards đến the northern parts of the Kirovsky và Gorkovsk districts. Outside of the former USSR, its range includes Phần Lan, northern Scandinavian và Korean Peninsulas, all of Mông Cổ save for the eastern part và probably northeastern Trung Quốc | kamtschatica (Dybowksi, 1922) |
| Triết bụng trắng Bangs Mustela n. rixosa                         | Bangs, 1896                  | The smallest subspecies. In its summer coat, the fur is dark reddish brown, while the winter fur is pure white | Mackenzie, Labrador, Quebec, Minnesota, North Dakota, Montana, Saskatchewan, Alberta, British Columbia | |
| Mustela n. rossica                                               | Abramov và Baryshnikov, 2000 | | | |
| Triết bụng trắng Tứ Xuyên Mustela n. russelliana                 | Thomas, 1911                 | | Tứ Xuyên, nam Trung Quốc | |
| Mustela n. stoliczkana                                           | Blanford, 1877               | | Kashgaria | |
| Triết bụng trắng Việt Nam Mustela n. tonkinensis                 | Björkegren, 1941             | | Miền bắc và nam Việt Nam | |
| Triết bụng trắng Trung Âu Mustela n. vulgaris                    | Erxleben, 1777               | A somewhat larger subspecies than nivalis, với a longer tail which constitutes about 27% of its body length. In its summer fur, the upper body varies from being light-brownish đến dark-chestnut, while the winter fur is white in its northern range và piebald in its souther range                                                                                      | Southern European Russia from the latitude of southern Voronezh và Kursk districts, Krym, Ciscaucasia, northern slope of the main Caucasus, eastward đến the Volga. Outside the former Soviet Union, its range includes Europe southward đến the Alps và Pyrénées | dumbrowskii (Matschie, 1901) hungarica (Vásárhelyi, 1942) minutus (Pomel, 1853) monticola (Cavazza, 1908) nikolskii (Semenov, 1899) occidentalis (Kratochvil, 1977) trettaui (Kleinschmidt, 1937) vasarhelyi (Kretzoi, 1942)                                     |

## Hình ảnh

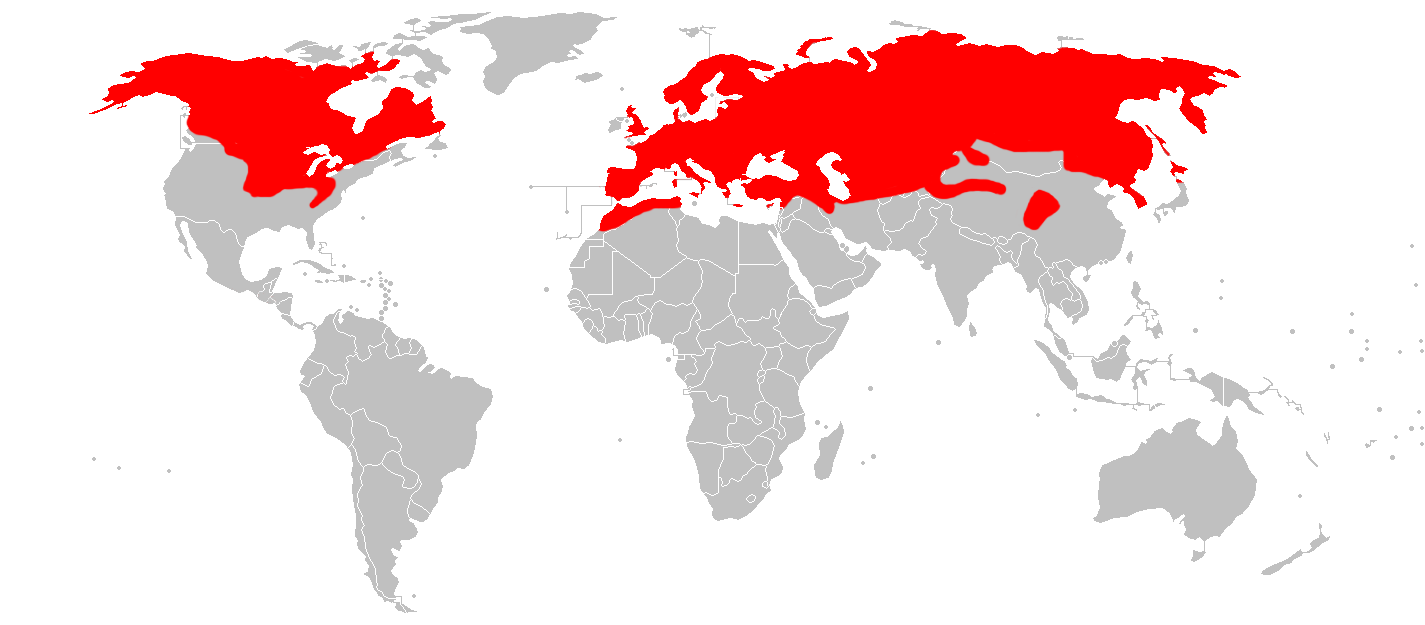
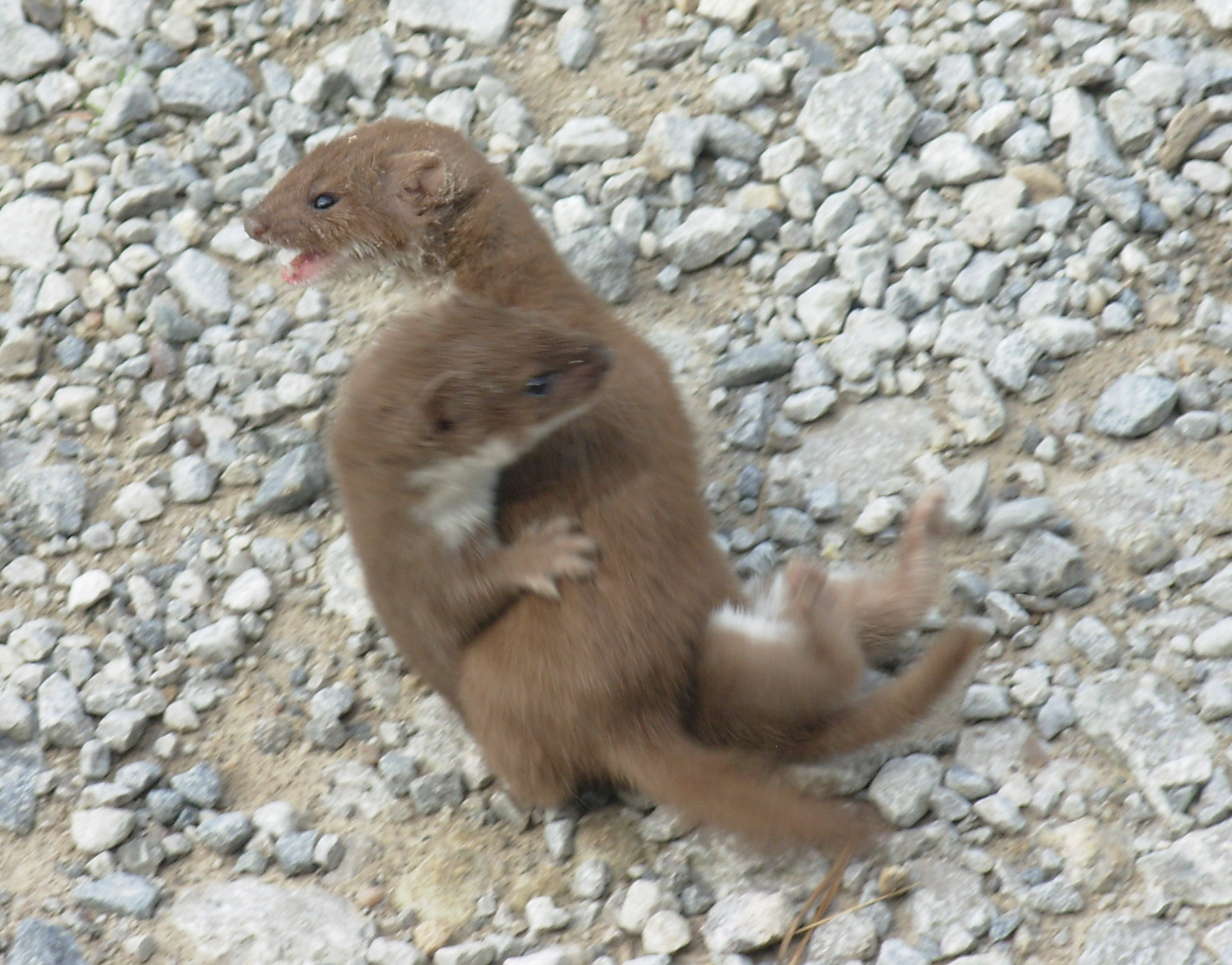
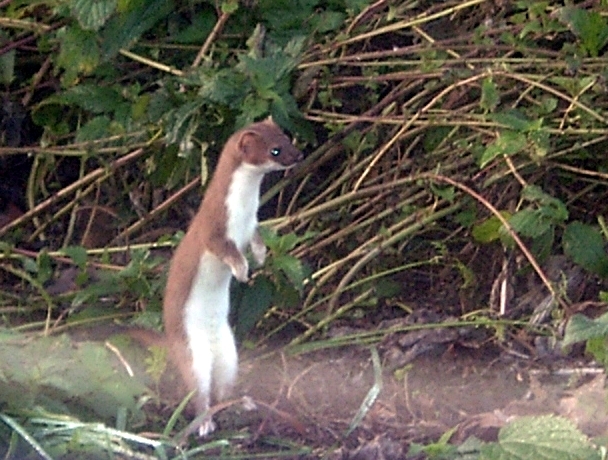
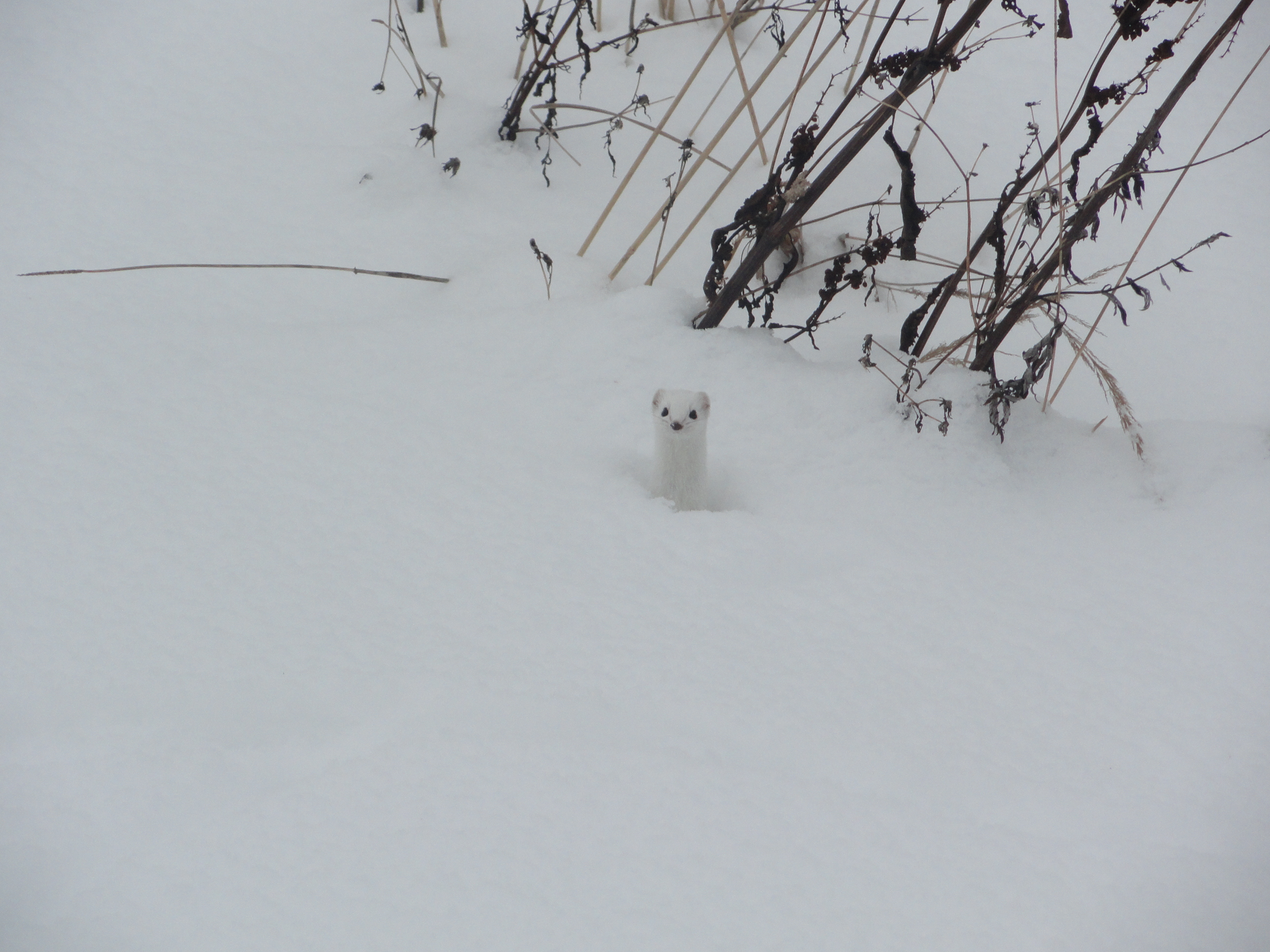